# Gerôncio (prefeito do Egito)
Gerôncio (em latim: Gerontius) foi um oficial romano do século IV, ativo no reinado do imperador Juliano, o Apóstata (r. 361–363). Nativo da Armênia, em 361 foi nomeado prefeito do Egito em substituição de Faustino. Por razões desconhecidas permaneceria no posto por apenas um ano, sendo substituído em 362 por Ecdício Olimpo.